# Max Askanazy
Max Askanazy (* 24. Februar 1865 in Stallupönen; † 23. Oktober 1940 in Genf) war ein Schweizer Pathologe und Onkologe deutscher Herkunft.

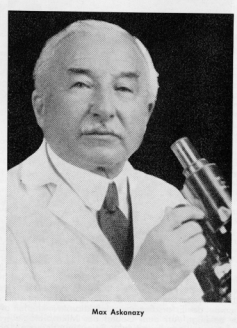
Max Askanazy, Königsberg

## Leben
Max Askanazy, Angehöriger der jüdischen Glaubensgemeinschaft, kam am 24. Februar 1865 in Stallupönen als Sohn des Joseph Samuel Askanazy und der Nanny geborene Ashkanazy zur Welt. Er besuchte mit seinem Bruder Selly Askanazy (1866–1940 – Praktischer Arzt in Ostpreußen – Auswanderung nach Spanien) das Kneiphöfsche Gymnasium in Königsberg und diente mit ihm als Reserveoffizier in der Preußischen Armee.
Askanazy nahm ein Studium der Medizin an der Universität Königsberg auf, das er 1890 mit dem Erwerb des akademischen Grades eines Dr. med. abschloss. Im Anschluss daran war er dort bis 1895 am Pathologischen Institut bei Ernst Neumann (1834–1918) tätig. Nach seiner Habilitation im Jahr 1894 lehrte er zunächst als Privatdozent, seit 1903 als Titularprofessor für allgemeine Pathologie, pathologische Anatomie und Mykologie an der Universität Königsberg.
1905 folgte er dem Ruf an die Universität Genf die Nachfolge von Friedrich Wilhelm Zahn  (1845–1904) auf der Professur für Pathologie anzutreten. Diese Stellung hatte Askanazy bis zu seiner Emeritierung im Jahr 1939 inne. Zudem gründete Max Askanazy im Jahr 1928 die Internationale Gesellschaft für geographische Pathologie.
Neben der beruflichen Tätigkeit hielt Askanazy in Königsberg eine viel beachtete Vortragsreihe zum Thema „Kunst und Wissenschaft“. Hier verglich er die Tätigkeit des wissenschaftlichen Forschers mit derjenigen des Künstlers: Die Phantasie des Künstlers spiele die Rolle als Helferin der Wissenschaft. Aus ihrer Erkenntnis inspiriere sie die Wissenschaft, Problemlösungen zu erkennen:
"Wenn die Wissenschaft in erster Linie dazu berufen ist, Beobachtungen zu machen, und daraus Theorien zu konstruieren, so sei doch auch die Intuition unentbehrlich, die sich mit der Phantasie des Künstlers vergleichen läßt." (Askanazy, zitiert von Hübschmann 1958).
Max Askanazy war verheiratet mit Stéphanie Elisabeth Maria Askanazy, geborene Gerstel. Die Ehe blieb kinderlos. Er verstarb am 23. Oktober 1940 vier Monate vor Vollendung seines 76. Lebensjahres in Genf.

## Wirken
Max Askanazy, Autor von ungefähr 170 Publikationen, befasste sich vor allem mit dem blutbildenden System, der Knochenpathologie, der Pathologie der endokrinen Drüsen und der Tumore, der Entzündung sowie der pathogenen Wirkung tierischer Parasiten:
Als profunder Kenner der Blutpathologie schrieb er in dem seinerzeit namhaften Lehrbuch von O. Lubarsch und F. Henke den Abschnitt über das "Knochenmark und die Blutbildung."  Er war wie sein Lehrer „Unitarier“: Die in Königsberg erstmals 1868/69 von seinem Lehrer Ernst Neumann beschriebene „Lymphoide Markzelle“ im Knochenmark sei auch postembryonal die Blutstammzelle für alle Blutzellreihen und damit für die Blutpathologie von ausschlaggebender Bedeutung.
Im Forschungsgebiet der Parasitologie entdeckte er einen bisher unbekannten Parasiten: den Leberegel (Ophisthorchis felineus). Beeinflusst durch den Königsberger Zoologen Maximilian Braun entdeckte Askanazy, dass die Larven des Egels im Fischfleisch verschiedener Fische im Kurischen Haff vorkommen und beim Genuss roher Fische in den menschlichen Körper gelangen können. Der Leberegel bewirkt nicht nur eine Infektion der Gallengänge, sondern diese Infektion kann sich zum Gallengangskarzinom weiterentwickeln (Krauspe). Askanazy hat seine wichtigsten Erkenntnisse über die Parasiten in einem Kapitel des Aschoff´schen Lehrbuches dargestellt (Askanazy 1914).
Der Hinweis darauf, dass eine Infektion in eine bösartige Geschwulst übergehen kann, veranlasste Askanazy, die experimentelle Geschwulstforschung aufzubauen. Im Tierversuch erbrachte  er den Beweis der Krebsbildung durch Arsen (1926).
Eine der ersten Publikationen aus der Königsberger Zeit befasste sich mit Tumoren  des Eierstocks (Dermoidzysten). Er erkannte diese Tumoren als „Teratome“.
Dank seiner weltweiten Beziehungen erlebte das Königsberger Institut und später besonders das Genfer Institut für Pathologie unter seiner Leitung einen entscheidenden Aufschwung.
Max Askanazy sah die zentrale Aufgabe der Pathologie in der Systematisierung der Krankheitsursachen. Damit durchbrach er die in seinem Fach vorherrschende Beschränkung auf die Morphologie, was der Karzinomforschung entscheidende Impulse verlieh. Askenazys "4 Faktor-Theorie der Geschwulstgenese" führt die Entstehung eines Karzinoms zurück auf das Zusammenwirken von:
- Allgemeiner Disposition, etwa Vererbung
- Örtlicher Disposition -geographische Pathologie-
- Exogener Reize, beispielsweise durch Parasiten
- Endogener Reize -intrazellulär-

## Ehrungen
- 1928 wurde er zum Vorsitzenden der Deutschen Pathologischen Gesellschaft gewählt.
- 1934 wurde Max Askanazy für seine bedeutenden Arbeiten im Bereich der Krebsforschung der Marcel-Benoist-Preis verliehen
- 1935 wurde Max Askanazy zum Ehrenbürger von Genf ernannt
- Aufnahme in die Deutsche Akademie der Naturforscher Leopoldina (im Jahr 1903)
- Verleihung zweier Ehrendoktorate

## Schriften
- Allgemeine Ätiologie (kausale Genese) II. Äußere Krankheitsursachen zum Thema Parasiten. In: L. Aschoff: Pathologische Anatomie. Lehrbuch. 4. Auflage. Band 1, G. Fischer Verlag, Jena 1914, S. 136–309.
- Ernst Neumann. In: Zentralblatt für allgemeine Pathologie und pathologische Anatomie. 29, 1918, S. 409–421.
- Das Knochenmark. In: F. Henke, O. Lubarsch: Handbuch der speziellen pathologischen Anatomie und Histologie. Teil II, Springer Verlag, Berlin 1927, S. 775–1082.
- Ernst Neumann. 30.1.1834-6.3.1918. In: Verhandlungen der Deutschen Gesellschaft für Pathologie. 28, 1935, S. 363–372.